# Polycnemum heuffelii
Polycnemum heuffelii là loài thực vật có hoa thuộc họ Dền. Loài này được Láng miêu tả khoa học đầu tiên năm 1828.